# Leptogium limbatum
Leptogium limbatum är en lavart som beskrevs av F. Wilson. Leptogium limbatum ingår i släktet Leptogium och familjen Collemataceae.   Inga underarter finns listade i Catalogue of Life.